# Шлирер, Рольф
Рольф Шли́рер (нем. Rolf Schlierer; род. 21 февраля 1955, Штутгарт) — немецкий врач, юрист и политик; член ландтага Баден-Вюртемберга (1992—2001), председатель партии Республиканцев (1994—2014).

## Биография
Родился в семье врача, рос в национальном либеральном окружении. В 1973 году гимназию Эберхарда Людвига в Штутгарте. В 1979 году окончил медицинский факультет Гисенского университета с лицензией врача. В 1980—1981 годы служил санитарным врачом в бундесвере, последнее звание — Oberstabsarzt резерва в воздушно-десантном подразделении. В 1982 году защитил диссертацию на степень доктора медицины.
С 1981 по 1988 год изучал юриспруденцию и философию в Тюбингенском университете; в 1988 году сдал первый, в 1992 — второй юридический государственный экзамен.
Работает врачом и журналистом; с 1991 года также — адвокат по медицинскому праву в юридической фирме в Штутгарте.

### Семья
Двое детей.

## Политическая деятельность
В 1975—1976 годы — председатель вузовского политического комитета Немецкого студенческого общества в качестве члена Гисенского студенческого общества Germania. В 1976—1979 годы занимался политикой высшего образования в Круге христианско-демократических студентов; непродолжительное время также был членом Национал-демократического Союза высших учебных заведений (Союз высших учебных заведений НДПГ). В 1982—1985 годы — пресс-референт Немецкого студенческого общества.
В 1985—1989 годы был членом президиума Учебного центра Вайкерсхайм. В 1987 году вступил в партию Республиканцев, но уже 19 октября 1988 вышел из партии, потому что она казалась ему слишком «правой». 10 мая 1989 года, с началом избирательной кампании, возобновил членство в партии. После конфиденциального разговора с председателем Учебного центра Вайкерсхайм Х. Фильбингером, который настаивал на выходе Р. Шлирера из партии Республиканцев, Р. Шлирер покинул этот «мозговой центр». Позднее стал членом Федеральной программной комиссии республиканцев.
В 1989—1992 годы — советник и председатель фракции республиканцев в Штутгартском совете; одновременно (1989—1991) — заместитель председателя Республиканской партии в Баден-Вюртемберге, заместитель федерального председателя партии (с июля 1990).
В 1992—2001 годы — член ландтага Баден-Вюртемберга и одновременно председатель партийной фракции.
На съезде 17 декабря 1994 года в Зиндельфингене был избран федеральным председателем Республиканцев, сменив Ф. Шёнхубера. Несмотря на усилия по консолидации партии и успехи на выборах в последующие годы (1996 — в ландтаг Баден-Вюртемберга, 1997 — местные выборы в Гессене), партия не смогла долго оставаться парламентской. Особенно показательным был провал 2001 года в Баден-Вюртемберге, когда республиканцам не удалось войти в ландтаг.
В середине 1990-х годов добился исключения из партии её лидера, бывшего офицера вермахта Ф. Шёнхубера, и вслед за ним из партии вышли все антисемиты. Р. Шлирер выпустил несколько резолюций с решительным осуждением антисемитизма, отмежевался от Национал-демократической партии Германии и Немецкого народного союза. Партия борется с агрессивным исламом.
В 2004 году видные члены партии (например, член «Белой розы» Ханс Хирцель, бывший обербургомистр Вюрцбурга Клаус Цайтлер) выступили против него. Тем не менее, на съезде партии в декабре 2006 года Р. Шлирер был переизбран на пост председателя, победив своего соперника Бьорна Клеменса (135 голосов 71). Покинул пост федерального председателя Республиканцев в 2014 году.
В 2004—2014 годы одновременно являлся членом Штутгартского совета.
21 сентября 2016 года в Дедерлохе провёл собрание, на котором был основан Союз сохранения верховенства права и гражданских свобод, тем не менее не стал членом последнего. В 2017 году этот Союз поддерживал партию Альтернатива для Германии на региональных выборах.
В конце июня 2018 года вышел из партии Республиканцев.